# بانزی‌بادی
بانزی‌بادی (به انگلیسی: BonziBuddy، تلفظ: BON-zee-bud-ee) یک دستیار مجازی رایگان برای دسکتاپ است که توسط جو و جی ohio ساخته شده‌است. پس از انتخاب کاربر، بانزی جوک‌ها و حقایق را با کاربر به اشتراک می‌گذارد، بارگیری‌ها را مدیریت می‌کند، آهنگ می‌خواند و صحبت می‌کند، و کارهای دیگر. برخی از نسخه‌های نرم‌افزار به عنوان نرم‌افزارهای جاسوسی و ابزارهای تبلیغاتی مزاحم توصیف شده‌است.
این نرم‌افزار از فناوری مأمور مایکروسافت مشابه دستیار دفتر استفاده می‌کرد، و در اصل اسپورتد پیدی (به انگلیسی: sported peedy) یک طوطی سبز و یکی از شخصیت‌های موجود در مأمور مایکروسافت را داشت. نسخه‌های بعدی بانزی‌بادی در ماه مه ۲۰۰۰ دارای شخصیت خاص خود بود: بانزی، گوریل بنفش. این برنامه همچنین از صدای متن به گفتار برای تعامل با کاربر استفاده می‌کرد. صدای او را سیدنی می‌نامیدند و از بستهٔ قدیمی لرنوت و هاوسپی و بستهٔ گفتار مایکروسافت ای‌پی‌ای ۴٫۰ گرفته شده‌است.
بانزی‌بادی در سال ۲۰۰۴ متوقف شد، زیرا شرکت پشتیبان آن با پرونده‌های حقوقی درمورد این نرم‌افزار روبه‌رو شد و به پرداخت جریمه محکوم شد. وب سایت بانزی پس از قطع بانزی‌بادی همچنان باز بود، اما در پایان سال ۲۰۰۸ بسته شد.

## انتقاد
در آوریل ۲۰۰۷، خوانندگان پی‌سی ورلد به عنوان رتبه ششم در لیستی به نام «۲۰ محصول آزار دهنده فناوری» به بانزی‌بادی رأی دادند. نقل قول یکی از خوانندگان بود که این برنامه را مورد انتقاد قرار داد زیرا «مرتباً ظاهر می‌شد و چیزهایی را که باید ببینید را پنهان می‌کرد».